# 板栗桠镇
板栗桠镇，原为板栗桠乡，是中华人民共和国四川省内江市资中县曾经下辖的一个镇。2019年12月，撤销板栗桠镇，将其所属行政区域划归水南镇管辖。

## 行政区划
板栗桠镇撤销前下辖以下地区：
板栗桠社区、干坡村、向山村、利民村、金华村、青山村、红平村、群众村、窑山村、天台村、沱江村、板栗桠村、郑家沟村、园坝子村、龙王沟村、太阳河村和祠堂坝村。